# 사랑에 눈뜰 때
《사랑에 눈뜰 때》(영어: The Sure Thing)는 미국에서 제작된 롭 라이너 감독의 1985년 크리스마스 로드 로맨틱 코미디 영화이다. 존 큐색, 대프니 저니가, 니컬렛 셰리든, 비베카 린드포르스 등이 출연하였고, 로저 번바움 등이 제작에 참여하였다.
평단으로부터 대체로 긍정 평가를 받았다.

## 줄거리
뉴잉글랜드 대학생 월터는 함께 영어 수업을 듣는 앨리슨을 얕은 수작으로 꼬시려다가 퇴짜를 맞는다. UCLA에 다니는 절친 랜스는 아무 염려나 뒤탈 없이("a sure thing") 만날 수 있는 미인을 소개시켜주겠다며 월터에게 크리스마스 방학에 놀러오라고 한다.
차를 함께 탈 사람을 구인하는 게시판에서 월터는 게리와 메리의 차를 택한다. 그러나 하필 남자친구 제이슨을 만나러 역시 UCLA로 가는 앨리슨이 바로 옆자리에 앉게 됐다는 걸 알게 된다.
월터와 앨리슨이 뒷좌석에서 쉬지 않고 말다툼을 하자 참다 못한 게리는 두 사람을 길가에 버려버린다. 둘은 할 수 없이 캘리포니아로 향하는 여정을 함께 하게 된다.

## 출연
- 존 큐색 - 월터 "깁" 깁슨 역
- 대프니 저니가 - 앨리슨 브래드버리 역
- 니컬렛 셰리든 - "더 슈어 싱" 역
- 비베카 린드포르스 - 타우브 교수 역
- 앤서니 에드워즈 - 랜스 역
- 팀 로빈스 - 게리 쿠퍼 역
- 보이드 게인스 - 제이슨 역
- 리사 제인 퍼스키 - 메리 앤 웹스터 역
- 카먼 필피 - 버스 정류장 부랑자 역
- 프랜 라이언 - 차를 태워주는 여성 역
- 래리 행킨 - 트럭 운전자 역
- 세라 벅스턴 - 샤론 역
- 로버트 바워 - 모크 역
- 존 퍼치
- 스티브 핑크
- 트레이시 라이너
- 조지 메몰리
- 선샤인 파커

## 기타 제작진
- 공동 제작: 앤드루 샤인먼
- 총괄 제작: 헨리 윙클러
- 배역: 제인 젱킨스, 재닛 허션슨
- 미술: 릴리 킬버트